# Op het spoor van Pom
 Op het spoor van Pom  is een verhaal dat dient als een hommage door zestig stripmakers voor de Belgische stripreeks Piet Pienter en Bert Bibber van Pom.

## Personages
- Piet Pienter
- Bert Bibber
- Susan
- Professor Snuffel
- Kommissaris Knobbel
- Theo Flitser
- Professor Kumulus
- Hilarius Warwinkel

## Albumversies
Op het spoor van Pom verscheen in 2011 bij Uitgeverij 't Mannekesblad.